# Newminster
Newminster var en civil parish 1894–1935 när det uppgick i Morpeth, Benridge och Tranwell, i grevskapet Northumberland i England. Civil parish var belägen 8 km från Whalton och hade 1 124 invånare år 1931.